# Крутиков, Павел Ефимович
Павел Ефимович Крутиков (1850, село Комарово, Кинешемский уезд, Костромская губерния — 1927, Кострома) — митрофорный протоиерей Православной российской церкви, настоятель Успенского собора в Костроме (1909—1924), член Поместного собора 1917 года.

## Биография
Родился в семье священника.
Окончил Костромскую духовную семинарию (1872) и Московскую духовную академию со степенью кандидата богословия (1876).
Преподаватель словесности, истории русской литературы и логики, секретарь правления в Архангельской духовной семинарии, надворный советник (1876).
Смотритель Кинешемского духовного училища (1877—1909), член комиссии по устроению её здания (1879), коллежский советник (1880).
Член (1881) и председатель (1902) Кинешемского отделения Костромского епархиального училищного совета, статский советник (1884).
Иерей в храме Святого Духа при Кинешемском духовном училище (1893), протоиерей (1903), участник обсуждения в Синоде духовно-учебного проекта (1906).
Настоятель костромского Успенского кафедрального собора, цензор произносимых в нем проповедей, председатель общества хоругвеносцев и совета Феодоровско-Сергиевского братства, член епархиального и губернского училищных советов, депутат Костромского окружного училищного епархиального съезда (1909).
Председатель епархиального комитета народной трезвости, член Костромского отдела Императорского православного палестинского общества, Костромского комитета Православного миссионерского общества, духовной консистории и Свято-Духовского братства при Кинешемском училищном храме (1910).
В 1917 году член Поместного собора Православной российской церкви по избранию как клирик от Костромской епархии, участвовал во всех трёх сессиях, член II, IV, VII, XV отделов.
В начале 1920-х годов возглавлял сопротивление обновленчеству в Костроме.
Настоятель Успенского кафедрального собора и храма Илии Пророка в Костроме до ареста в мае 1924 года за «распространение ложных слухов и хранение антисоветской литературы». Лишён избирательных прав как «служитель культа».

## Семья
Обвенчан с Анфией Ивановной Моденской.
Дети: Андрей, Григорий, Александр, Николай, Дмитрий, Елена, Надежда, Евгения, Анфия, Анна, Мария, Наталия.

## Награды
Награждён набедренником (1893), скуфьей (1894), камилавкой (1896), наперсным крестом (1900), палицей и золотым наперсным крестом с драгоценными камнями (1913), митрой (1920), орденами Святого Станислава 3-й степени (1883), Святой Анны 3-й (1891) и 2-й (1909) степени, Святого Владимира 4-й (1912) и 3-й (1916) степени.

## Сочинения
Письмо к протоиерею А. В. Андроникову // Костромские епархиальные ведомости. 1915. № 16. С. 291—292.